# Dryobotodes protea
Dryobotodes protea är en fjärilsart som beskrevs av Ignaz Schiffermüller 1776. Dryobotodes protea ingår i släktet Dryobotodes och familjen nattflyn. Inga underarter finns listade i Catalogue of Life.